# Julio José González
Julio José González Vela Alvizu (Acapulco, 23 aprile 1991) è un calciatore messicano, portiere del Puebla e della nazionale messicana.

## Carriera

### Club
González è cresciuto nel settore giovanile del Santos Laguna, con cui ha debuttato il 7 agosto 2013 nell'incontro di Copa MX pareggiato 3-3 contro lo Zacatepec. Il 20 aprile 2014 ha esordito anche in Liga MX contro il Pachuca. Utilizzato pravalentemente come riserva negli anni a venire, nel 2017 è stato ceduto a titolo definitivo al Tampico Madero. Nel gennaio del 2018 è stato ceduto al Veracruz dove ha giocato solamente due incontri di coppa.
Rimasto svincolato, nell'ottobre del 2019 si è trasferito in Spagna al Praviano dove ha giocato cinque incontri in Tercera División. Nel gennaio del 2020 ha fatto ritorno in Messico dove ha firmato un contratto con il Pumas UNAM. Inizialmente riserva, a partire dal 2022 ha iniziato a giocare con maggior regolarità. L'11 settembre 2022, nella partita di campionato contro il Toluca, ha segnato il gol del 2-2 al 96' minuto con un colpo di testa da calcio d'angolo. A partire dal 2023 con la cessione di Sebastián Sosa è diventato stabilmente il portiere titolare.

### Nazionale
Nel 2011 ha partecipato con la Nazionale Under-20 al campionato mondiale di categoria, senza tuttavia giocare alcun incontro.
Ha debuttato con la nazionale maggiore il 31 maggio 2024 giocando titolare l'amichevole vinta 1-0 contro la Bolivia nella quale ha anche indossato la fascia di capitano. Il 14 giugno seguente è stato incluso nella lista finale di convocati per la Copa América 2024.

## Statistiche

### Presenze e reti nei club
Statistiche aggiornate al 19 giugno 2024.
| Stagione        | Squadra         | Campionato      | Campionato | Campionato | Coppe nazionali | Coppe nazionali | Coppe nazionali | Coppe continentali | Coppe continentali | Coppe continentali | Altre coppe | Altre coppe | Altre coppe | Totale | Totale  | Totale |
| Stagione        | Squadra         | Comp            | Pres       | Reti       | Comp            | Pres            | Reti            | Comp               | Pres               | Reti               | Comp        | Pres        | Reti        | Pres   | Reti    |        |
| --------------- | --------------- | --------------- | ---------- | ---------- | --------------- | --------------- | --------------- | ------------------ | ------------------ | ------------------ | ----------- | ----------- | ----------- | ------ | ------- | ------ |
| 2008-2009       | Santos Laguna B | PDA             | 1          | -2         |                 | -               | -               |                    | -                  | -                  |             | -           | -           | 1      | -2      |        |
| 2010-2011       | Santos Laguna   | PD              | 0          | 0          |                 | -               | -               | CCL                | 0                  | 0                  |             | -           | -           | 0      | 0       |        |
| 2011-2012       | Santos Laguna   | PD              | 0          | 0          |                 | -               | -               | CCL                | 0                  | 0                  |             | -           | -           | 0      | 0       |        |
| 2012-2013       | Santos Laguna   | LMX             | 0          | 0          | CM              | 0               | 0               | CCL                | 0                  | 0                  |             | -           | -           | 0      | 0       |        |
| 2013-2014       | Santos Laguna   | LMX             | 3          | -5         | CM              | 5               | -8              | CL                 | 1                  | -3                 |             | -           | -           | 9      | -16     |        |
| 2014-2015       | Santos Laguna   | LMX             | 2          | 0          | CM              | 11              | -14             |                    | -                  | -                  | SM          | 0           | 0           | 13     | -14     |        |
| 2015-2016       | Santos Laguna   | LMX             | 4          | -9         | CM              | 0               | 0               | CCL                | 0                  | 0                  |             | -           | -           | 4      | -9      |        |
| 2016-2017       | Santos Laguna   | LMX             | 1          | -2         | CM              | 3               | -9              |                    | -                  | -                  |             | -           | -           | 4      | -11     |        |
| 2017-2018       | Tampico Madero  | AMX             | 2          | -1         | CM              | 5               | -5              |                    | -                  | -                  |             | -           | -           | 7      | -6      |        |
| 2018-gen. 2019  | Tampico Madero  | AMX             | 5          | -9         | CM              | 3               | -6              |                    | -                  | -                  |             | -           | -           | 8      | -15     |        |
| gen.-giu. 2019  | Veracruz        | LMX             | 0          | 0          | CM              | 2               | -2              |                    | -                  | -                  |             | -           | -           | 2      | -2      |        |
| 2019-gen. 2020  | Praviano        | TD              | 5          | -11        | CR              | 0               | 0               |                    | -                  | -                  |             | -           | -           | 5      | -11     |        |
| gen.-giu. 2020  | Pumas UNAM      | LMX             | 0          | 0          | CM              | 0               | 0               |                    | -                  | -                  |             | -           | -           | 0      | 0       |        |
| 2020-2021       | Pumas UNAM      | LMX             | 10         | -13        | CM              | 0               | 0               |                    | -                  | -                  | LC          | 1           | -1          | 11     | -14     |        |
| 2021-2022       | Pumas UNAM      | LMX             | 9          | -13        | CM              | 0               | 0               | CCL                | 1                  | -1                 |             | -           | -           | 10     | -14     |        |
| 2022-2023       | Pumas UNAM      | LMX             | 20         | -35,1      | CM              | 0               | 0               |                    | -                  | -                  | LC          | 0           | 0           | 20     | -35,1   |        |
| 2023-2024       | Pumas UNAM      | LMX             | 41         | -47        | CM              | 0               | 0               |                    | -                  | -                  |             | -           | -           | 41     | -47     |        |
| Totale carriera | Totale carriera | Totale carriera | 103        | -147,1     |                 | 29              | -44             |                    | 2                  | -4                 |             | 1           | -1          | 179    | -196, 1 |        |

### Cronologia presenze e reti in nazionale
| Cronologia completa delle presenze e delle reti in nazionale ― Messico | Cronologia completa delle presenze e delle reti in nazionale ― Messico | Cronologia completa delle presenze e delle reti in nazionale ― Messico | Cronologia completa delle presenze e delle reti in nazionale ― Messico | Cronologia completa delle presenze e delle reti in nazionale ― Messico | Cronologia completa delle presenze e delle reti in nazionale ― Messico | Cronologia completa delle presenze e delle reti in nazionale ― Messico | Cronologia completa delle presenze e delle reti in nazionale ― Messico |
| Data                                                                   | Città                                                                  | In casa                                                                | Risultato                                                              | Ospiti                                                                 | Competizione                                                           | Reti                                                                   | Note                                                                   |
| ---------------------------------------------------------------------- | ---------------------------------------------------------------------- | ---------------------------------------------------------------------- | ---------------------------------------------------------------------- | ---------------------------------------------------------------------- | ---------------------------------------------------------------------- | ---------------------------------------------------------------------- | ---------------------------------------------------------------------- |
| 31-5-2024                                                              | Chicago                                                                | Messico                                                                | 1 – 0                                                                  | Bolivia                                                                | Amichevole                                                             | -                                                                      |                                                                        |
| 8-6-2024                                                               | College Station                                                        | Messico                                                                | 2 – 3                                                                  | Brasile                                                                | Amichevole                                                             | -3                                                                     |                                                                        |
| 22-6-2024                                                              | Houston                                                                | Messico                                                                | 1 – 0                                                                  | Giamaica                                                               | Coppa America 2024 - 1º turno                                          | -                                                                      |                                                                        |
| 26-6-2024                                                              | Inglewood                                                              | Venezuela                                                              | 1 – 0                                                                  | Messico                                                                | Coppa America 2024 - 1º turno                                          | -1                                                                     |                                                                        |
| 30-6-2024                                                              | Glendale                                                               | Ecuador                                                                | 0 – 0                                                                  | Messico                                                                | Coppa America 2024 - 1º turno                                          | -                                                                      |                                                                        |
| Totale                                                                 |                                                                        | Presenze                                                               | 5                                                                      |                                                                        | Reti                                                                   | -4                                                                     |                                                                        |

## Palmarès

### Club

#### Competizioni nazionali
- Campionato messicano: 3

Santos Laguna: 2011-2012 (A), 2014-2015 (A), 2014-2015 (C)
- Copa MX: 1

Santos Laguna: 2014-2015 (A)
- Campeón de Campeones: 1

Santos Laguna: 2014-2015